# 银杏枝属
银杏枝属（Ginkgoitocladus Krassilov,1972），是银杏类植物枝条的形态属，已知中生代银杏类的枝条化石均属此类。
银杏枝属的化石形态与现生银杏的枝条基本一致，分为长枝和短枝。短枝上长有繁殖器官，被鳞叶及叶痕覆盖，叶痕为卵圆形或长卵形，鳞叶具少量气孔。